# Isu (Pharao)
Isu war ein altägyptischer König (Pharao) der 8. Dynastie (Erste Zwischenzeit).
Einzig aus einem Graffito eines Prinzen Isuuanch aus der 8. Dynastie mit dem Wortlaut „Isu ist lebendig.“ ergibt sich mit einiger Wahrscheinlichkeit, dass die Regentschaft von Isu diesem Zeitalter zugewiesen werden muss.